# NGC 6685
NGC 6685 est une galaxie lenticulaire barrée située dans la constellation de la Lyre. Sa vitesse par rapport au fond diffus cosmologique est de 6 432 ± 37 km/s, ce qui correspond à une distance de Hubble de 94,9 ± 6,7 Mpc (∼310 millions d'al). NGC 6685 a été découverte par l'astronome américain Edward Swift en 1888.
À ce jour, 11 mesures non basées sur le décalage vers le rouge (redshift) donnent une distance égale à 99,655 ± 18,592 Mpc (∼325 millions d'al), ce qui est à l'intérieur des valeurs de la distance de Hubble.

## Supernova
La supernova SN 2006bq a été découverte dans NGC 6685 le 23 avril 2006 par les astronomes amateurs américain Tim Puckett et italien Andrea Pelloni. Cette supernova était de type Ia.